# NGC 4347
NGC 4347 is een niet-bestaand object in het sterrenbeeld Maagd. Het hemelobject werd in 1860 ontdekt door de Duits-Amerikaanse astronoom Christian Heinrich Friedrich Peters.